# August Nilsson
August Nilsson (Trollenäs, 1872. október 15. – Stockholm, 1921. május 23.) olimpiai bajnok svéd kötélhúzó, nehézatléta.
Az 1900. évi nyári olimpiai játékokon indult több számban. Legnagyobb sikerét kötélhúzásban érte el. Ebben a versenyben olimpiai bajnok lett a Nemzetközi Csapat színeiben, mely dánokból és svédekből állt. Csak két csapat indult, megverték a franciákat.
Indult még kettő atlétikai számban. Az egyik a súlylökés, ahol 9. lett, a másik pedig a rúdugrás, ahol 8. lett.